# Joan Salvat i Bové
Joan Salvat i Bové   (Tarragona, 30 de juliol de 1896 - Barcelona, 25 de gener de 1985) va ser un arxiver, historiador i escriptor català, cronista oficial de Tarragona durant més de cinquanta anys. Salvat va ser militar i, sempre en el cos de Farmàcia, va tenir diverses destinacions a les illes i la península, i passà a la reserva amb el grau de coronel.

## Biografia
Es va llicenciar en Farmàcia per la Universitat de Barcelona, fet que li va permetre ingressar al cos sanitari de l'exèrcit. Va ser regidor municipal de Tarragona entre 1926 i 1929. L'any 1929 va rebre el títol de cronista oficial de la Ciutat de Tarragona.
L'any 1945 va ingressar a la Reial Societat Arqueològica Tarraconense i a la Real Academia de la Historia. Van ser moltes les entitats de les quals va ser membre Joan Salvat, i diverses les condecoracions i reconeixements que va rebre, com ara la medalla Antonio Agustí el 1952, 1958 i 1973. Més nombroses van ser encara les seves participacions a Radio Tarragona i a la premsa escrita, en especial a Tarragona, Diario de Tarragona i Diario Español, entre altres publicacions; la seva obra s'emmarca dins del que es pot considerar com a folklorisme costumista, tractant temes d'història medieval i moderna.
L'Ajuntament de Tarragona li va dedicar un homenatge el 1971, durant el mandat de l'alcalde Ricardo Vilar Guix. El 1996, a les festes del barri del Cós del Bou, es va descobrir una làpida dedicada pels veïns. La làpida, va ser col·locada al número 5 del Cós del Bou, on hi havia hagut la casa de Salvat i Bové, abans de ser aterrada per l'aviació, durant la Guerra Civil espanyola. Sota l'escut de Tarragona, s'hi gravà aquest text:
| « | En aquesta casa va néixer el dia 30 de juliol del 1896 Joan Salvat i Bové cronista de la ciutat, coronel farmacèutic, tarragoní fidel. Tarragona agost 1996. Festes de Sant Roc. | » |

En el moment de la seva mort, el 1985 a Barcelona, havia estat destituït pocs mesos abans com a cronista oficial de Tarragona pel llavors alcalde Josep Maria Recasens, i li faltaven només un parell de mesos per ser ascendit a general. Havia estat casat amb la canària Juana Elisa Clavijo González. El càrrec de cronista oficial de Tarragona va restar vacant fins al 2009, quan fou nomenat Josep Maria Sabaté i Bosch.

## Distincions i condecoracions[5]
- Creu de Plata de la Reial i Militar Orde de Sant Hermenegild.
- Medalla de Plata de la Creu Roja Espanyola.
- Membre honorari de l'Excel·lentíssim Ajuntament de Tarragona per acord del Ple de 25 de juny de 1971.

## Llibres publicats
- Tarragona en la historia general, Ventura Altés, 1929[5]
- Los gigantes y enanos de Tarragona, Torres Virgili, 1951[5]
- Tarragona y el gran rey Jaime I de Aragón, 1228-1229, Sugrañes, 1957[5]
- Tarragona antigua y moderna a través de su nomenclatura urbana, siglos XIII al XIX, Publicacions de l'Ajuntament de Tarragona, 1961[12]
- Tarragona en la guerra y posguerra de la Independencia, Sugrañes, 1965[5]
- La ciutat i Camp de Tarragona: estudi folklòric (llegendes-costums-tradicions).  L'Ajuntament, 1969.[5]
- Las capillas votivas en las calles de la Tarragona Medieval, Col·legi Aparelladors i Arquitectes Tècnics de Tarragona,1981.[13]
- Tesoro biográfico de la Confraria i congregació de la Sanch de Jesucrist, Castells, 1987[5]